# Протерохерсисы
Протерохерсисы (лат. Proterochersis) — род вымерших пресмыкающихся из клады тестудинат. Одни из древнейших известных науке представителей клады: их ископаемые остатки, найденные на территории Германии и Польши, датированы верхним триасом (227—201,3 млн лет назад).
Протерохерсисы вели наземный образ жизни.

## История изучения
Род описан Фаасом в 1913 году. Франц Нопча выделил его в семейство Proterochersidae в 1928 году, к которому в 2016 году отнесли второй род Keuperotesta.
Систематики не пришли к единому мнению, куда именно относится род, с момента описания его несколько раз переносили, но с 2010 года превалируют 2 версии: в семейство Proterochersidae, входящем в кладу Testudinata, или непосредственно в кладу Testudinata.

## Классификация
По данным сайта Paleobiology Database, на август 2019 года в род включают 3 вымерших вида:
- Proterochersis limendorsa Szczygielski & Sulej, 2016
- Proterochersis porebensis Szczygielski & Sulej, 2016
- Proterochersis robusta Fraas, 1913 [syn. Proterochersis robustum, orth. var.]